# تشارلز برينر (عالم كيمياء حيوية)
تشارلز برينر (بالإنجليزية: Charles Brenner)‏ هو عالم كيمياء حيوية أمريكي، ولد في 30 أكتوبر 1961.